# بوسينوس، بارايبا
بوسينوس، بارايبا بلدية في ولاية بارايبا في المنطقة الشمالية الشرقية من البرازيل.